# Promozione Lombardia 1969-1970
Nella stagione 1969-1970 la Promozione era il quinto livello del calcio italiano (il massimo livello regionale). Qui vi sono le statistiche relative al campionato in Lombardia.
Il campionato di Promozione Lombarda 1969-70 è stato il 14º campionato di Promozione organizzato in Italia nel dopo guerra dal Comitato Regionale Lombardo (C.R.L.).
Alla compilazione dei quadri stagionali il C.R.L. ammise a completamento degli organici le seguenti società:
- U.S. CARATESE (15ª classificata del girone A);
- S.S. PRO LISSONE (14ª classificata del girone B, perdente spareggio);

Gli organici furono compilati tenendo conto delle seguenti squadre retrocesse dalla Serie D:
- S.S. LEONCELLI di Vescovato (CR), 17º classificato nel girone B della Serie D;
- U.S. PONTE SAN PIETRO (BG) 16º classificato nel girone B della Serie D;

e delle seguenti squadre promosse dal campionato di 1ª Categoria:
- Girone A: A.C. RHODENSE di Rho (MI);
- Girone B: F.B.C. CINISELLO di Cinisello Balsamo (MI);
- Girone C: F.B.C. CHIARI (BS);
- Girone D: A.C. CASTELLANA di Castel San Giovanni (PC).

Regolamento campionato:
- Le squadre (32) furono suddivise in 2 gironi di 16 squadre.
- La vincente di ogni girone è promossa in Serie D senza spareggi.
- Le ultime 4 di ogni girone retrocedono in 1ª Categoria Regionale.
- nota bene: sono aumentate le retrocessioni in 1v Categoria perché è passata da 4 a 6 gironi.

## Girone A

### Squadre partecipanti
| Squadra                  | Città                   |
| ------------------------ | ----------------------- |
| A.C. Atro Biassono       | Biassono (MI)           |
| U.S. Aurora Brollo Desio | Desio (MI)              |
| U.S. Caratese            | Carate Brianza (MI)     |
| G.S. Carlo Mocchetti     | San Vittore Olona (MI)  |
| U.S. Caronnese           | Caronno Pertusella (VA) |
| F.B.C. Casteggio 1898    | Casteggio (PV)          |
| F.B.C. Cinisello         | Cinisello Balsamo (MI)  |
| U.S. Folgore Verano      | Verano Brianza (MI)     |
| F.B.C. Luino             | Luino (VA)              |
| U.S. Mortara             | Mortara (PV)            |
| G.S. M.T.C. Meda         | Meda (MI)               |
| A.C. Parabiago           | Parabiago (MI)          |
| S.S. Pro Lissone         | Lissone (MI)            |
| A.C. Rhodense Norda      | Rho (MI)                |
| A.C. Sanyo               | Milano                  |
| F.B.C. Saronno           | Saronno (VA)            |

### Classifica finale
|  | Pos. | Squadra             | Pt | G  | V  | N  | P  | GF | GS | DR  |
|  | ---- | ------------------- | -- | -- | -- | -- | -- | -- | -- | --- |
|  | 1.   | MCT Meda            | 43 | 30 | 17 | 9  | 4  | 51 | 17 | +34 |
|  | 2.   | Atro Biassono       | 43 | 30 | 17 | 9  | 4  | 44 | 19 | +25 |
|  | 3.   | Parabiago           | 38 | 30 | 14 | 10 | 6  | 48 | 29 | +19 |
|  | 4.   | Pro Lissone         | 37 | 30 | 13 | 11 | 6  | 49 | 32 | +17 |
|  | 5.   | Caratese            | 36 | 30 | 14 | 8  | 8  | 34 | 27 | +7  |
|  | 6.   | Cinisello           | 33 | 30 | 11 | 11 | 8  | 35 | 26 | +9  |
|  | 7.   | Folgore Verano      | 32 | 30 | 11 | 10 | 9  | 37 | 30 | +7  |
|  | 8.   | Carlo Mocchetti     | 30 | 30 | 11 | 8  | 11 | 38 | 33 | +5  |
|  | 9.   | Aurora Brollo Desio | 29 | 30 | 10 | 9  | 11 | 40 | 33 | +7  |
|  | 10.  | Sanyo               | 28 | 30 | 6  | 16 | 8  | 24 | 39 | -15 |
|  | 11.  | Rhodense Norda      | 27 | 30 | 7  | 13 | 10 | 25 | 35 | -10 |
|  | 12.  | Saronno             | 24 | 30 | 8  | 8  | 14 | 28 | 33 | -5  |
|  | 13.  | Mortara             | 24 | 30 | 7  | 10 | 13 | 30 | 40 | -10 |
|  | 14.  | Casteggio 1898      | 21 | 30 | 5  | 11 | 14 | 18 | 48 | -30 |
|  | 15.  | Luino               | 20 | 30 | 6  | 8  | 16 | 23 | 47 | -24 |
|  | 16.  | Caronnese           | 15 | 30 | 5  | 5  | 20 | 28 | 64 | -36 |

Legenda:
      Promosso in Serie D 1970-1971.
  Retrocesso in Prima Categoria e in seguito riammesso.
      Retrocesso in Prima Categoria.
Regolamento:
Due punti a vittoria, uno a pareggio, zero a sconfitta.
In caso di arrivo di due o più squadre a pari punti in zona retrocessione, le retrocessioni sarebbero state decise utilizzando la differenza reti generale.
Pari merito in caso di pari punti per le squadre non in zona promozione.

### Spareggio per il 1º posto in classifica e promozione
|             | Risultato |               | Luogo e data                       |  |
| ----------- | --------- | ------------- | ---------------------------------- |  |
| M.T.C. Meda | 5 - 1     | Atro Biassono | Sesto San Giovanni, 21 giugno 1970 |  |
|             |           |               |                                    |  |

## Girone B

### Squadre partecipanti
| Squadra                         | Città                    |
| ------------------------------- | ------------------------ |
| A.C. Castellana                 | Castel San Giovanni (PC) |
| F.B.C. Chiari                   | Chiari (BS)              |
| S.S. Dalmine                    | Dalmine (BG)             |
| G.S. Falck                      | Vobarno (BS)             |
| A.S.C. Leffe                    | Leffe (BG)               |
| S.S. Leoncelli                  | Vescovato (CR)           |
| A.C. Lumezzane                  | Lumezzane (BS)           |
| U.S. Melegnanese                | Melegnano (MI)           |
| A.S. Niggeler & Küpfer Capriolo | Capriolo (BS)            |
| U.S. Ponte San Pietro           | Ponte San Pietro (BG)    |
| U.S. Pontolliese                | Ponte dell'Olio (PC)     |
| A.C. Pro Piacenza               | Piacenza                 |
| Calc. Romanese                  | Romano di Lombardia (BG) |
| A.S. Salsomaggiore              | Salsomaggiore Terme (PR) |
| U.S. Stezzanese                 | Stezzano (BG)            |
| A.C. Valtrompia                 | Gardone Val Trompia (BS) |

### Classifica finale
|  | Pos. | Squadra                    | Pt | G  | V  | N  | P  | GF | GS | DR  |
|  | ---- | -------------------------- | -- | -- | -- | -- | -- | -- | -- | --- |
|  | 1.   | Falck Vobarno              | 41 | 30 | 15 | 11 | 4  | 39 | 21 | +18 |
|  | 2.   | Romanese                   | 40 | 30 | 15 | 10 | 5  | 31 | 13 | +18 |
|  | 3.   | Leoncelli                  | 38 | 30 | 12 | 14 | 4  | 26 | 15 | +11 |
|  | 4.   | Leffe                      | 36 | 30 | 13 | 10 | 7  | 30 | 19 | +11 |
|  | 5.   | Ponte San Pietro           | 34 | 30 | 11 | 12 | 7  | 35 | 22 | +13 |
|  | 6.   | Stezzanese                 | 32 | 30 | 12 | 8  | 10 | 36 | 28 | +8  |
|  | 7.   | Chiari                     | 31 | 30 | 9  | 13 | 8  | 21 | 20 | +1  |
|  | 7.   | Dalmine                    | 31 | 30 | 11 | 9  | 10 | 28 | 26 | +2  |
|  | 9.   | Valtrompia                 | 29 | 30 | 6  | 17 | 7  | 21 | 22 | -1  |
|  | 9.   | Melegnanese                | 29 | 30 | 9  | 11 | 10 | 29 | 37 | -8  |
|  | 11.  | Lumezzane                  | 27 | 30 | 4  | 19 | 7  | 26 | 31 | -5  |
|  | 11.  | Pro Piacenza               | 27 | 30 | 7  | 13 | 10 | 20 | 26 | -6  |
|  | 13.  | Pontolliese                | 26 | 30 | 7  | 12 | 11 | 27 | 38 | -11 |
|  | 14.  | Niggeler & Küpfer Capriolo | 25 | 30 | 8  | 9  | 13 | 24 | 33 | -9  |
|  | 14.  | Salsomaggiore              | 25 | 30 | 7  | 11 | 12 | 20 | 29 | -9  |
|  | 16.  | Castellana                 | 9  | 30 | 1  | 7  | 22 | 13 | 46 | -33 |

Legenda:
      Promosso in Serie D 1970-1971.
      Retrocesso in Prima Categoria.
Regolamento:
Due punti a vittoria, uno a pareggio, zero a sconfitta.
In caso di arrivo di due o più squadre a pari punti in zona retrocessione, le retrocessioni sarebbero state decise utilizzando la differenza reti generale.
Pari merito in caso di pari punti per le squadre non in zona promozione.

### Giornali
- Archivio della Gazzetta dello Sport, stagione 1969-1970, consultabile presso le Biblioteche:
  - Biblioteca Nazionale Braidense di Milano;
  - Biblioteca Nazionale Centrale di Firenze;
  - Biblioteca Nazionale Centrale di Roma;
  - Biblioteca Civica Berio di Genova;
  - e presso Emeroteca del C.O.N.I. di Roma (non è online ma è da consultare in sede).

### Libri
- Annuario F.I.G.C. 1969-1970, Roma (1969) conservato presso tutti i Comitati Regionali F.I.G.C.-L.N.D., la Lega Nazionale Professionisti e la Biblioteca Nazionale Centrale di Firenze.
- Pietro Serina, Bergamo in campo - 1905-1994 il nostro calcio, i suoi numeri, Zanica (BG), L'Impronta edizioni, 1994, conservato presso le Biblioteche: Nazionale Braidense di Milano, "Angelo Mai" di Bergamo-Città Alta e Biblioteca Nazionale Centrale di Firenze.

### Libri di società sportive
- Angelo Ghitti, I diciotto anni della Romanese, Bergamo, Corponove Editrice, maggio 1979,  pp. 34, 35 e 153.
- Lumezzane Story Promotion, 50 Rossoblù - I protagonisti che hanno fatto la storia dell'A.C. Lumezzane, Brescia, maggio 1998,  pp. 130-135.
- AA.VV., 1928-2008 Ottant'anni Stezzanese - Il calcio a testa alta, Bergamo, Corponove Editrice, 2008,  p. 92.
- Ponte S.P. Isola, 100 Anni di storia ...... una Passione che non si ferma, Ponte San Pietro (BG), settembre 2010,  pp. 50-59.
- Felice Asnaghi, A.C. Meda 1913 cento anni e più di storia, Meda, Salvioni Stampe s.r.l., dicembre 2015,  p. 92.